# Aymen Ben Ayoub
Aymen Ben Ayoub (lang-ar|أيمن بن أيوب), né le 22 octobre 1984, est un footballeur tunisien évoluant au poste de gardien de but.

## Carrière
- 2005-juillet 2008 : Association sportive de Djerba (Tunisie)
- juillet 2008-juillet 2011 : Espérance sportive de Zarzis (Tunisie)
- juillet 2011-septembre 2012 : Club africain (Tunisie)
- septembre 2012-juillet 2015 : Étoile sportive du Sahel (Tunisie)
- juillet 2015-juillet 2016 : Avenir sportif de La Marsa[1] (Tunisie)
- juillet 2016-août 2018 : El Gawafel sportives de Gafsa (Tunisie)

## Palmarès
- Champion de Tunisie de Ligue II en 2009 avec l'Espérance de Zarzis